# 길상초등학교
길상초등학교는 대한민국 인천광역시 강화군에 있는 초등학교다.

## 학교 연혁
- 1920년 5월 20일 길상공립보통학교 설립인가
- 1920년 7월 10일 사립 진명학교에서 개교
- 1924년 12월 5일 6년제 인가(7학급)
- 1945년 9월 24일 길상국민학교 선택 분교장 설립
- 1960년 4월 1일 선택분교 국민학교로 승격
- 1961년 3월 1일 초지분실 설치
- 1967년 3월 1일 초지분실 분교장 승격
- 1991년 5월 30일 본관 교사 개축(15교실)
- 1996년 3월 1일 길상초등학교로 교명 변경
- 1998년 3월 1일 선택초등학교를 길상분교로 편입
- 2005년 4월 17일 다목적실 '삼랑관' 준공
- 2005년 9월 9일 도서실·과학실 개관
- 2006년 5월 20일 방과 후 교실 구축공사
- 2006년 8월 12일 학교 공원화 사업
- 2006년 11월 4일 길상초등학교 담장 설치공사
- 2007년 5월 29일 특수학급 설치공사 준공
- 2007년 9월 17일 전교 냉·난방공사 완공
- 2007년 방과후학교 연구학교(1년) 지정
- 2008년 9월 1일 제23대 유호열 교장선생님 취임
- 2008년 12월 4일 영어체험센터 구축
- 2009년 2월 13일 제85회 졸업식(39명 졸업, 연인원: 8,486명)
- 2009년 3월 1일 인천광역시 교원능력개발평가 시범학교 지정
- 2009년 7월 10일 교사 리모델링 및 3교실 증축
- 2010년 3월 1일 영어연구학교 지정(~2012.02.29)
- 2011년 학력향상형 창의경영학교 지정
- 2012년 2월 10일 제88회 졸업식(41명, 연인원: 8623명)
- 2012년 2월 10일 학력향상선도학교(2년) 지정
- 2012년 3월 1일 초등학교 13학급(특수1학급)
- 2013년 2월 15일 제89회 졸업식(37명, 연인원: 8660명)
- 2013년 3월 1일 초등학교 13학급(특수 1학급)
- 2014년 2월 13일 제90회 졸업식(46명, 연인원: 9706명)
- 2014년 3월 1일 초등학교 13학급(특수 1학급)
- 2015년 2월 13일 제91회 졸업식(40명, 연인원 9746명)
- 2015년 3월 1일 초등학교 13학급(특수 1학급)